# Loud Records
Loud Records is een dochteronderneming van SRC Records opgericht door Steve Rifkind in 1992.
Loud was een hiphop-label dat materiaal heeft uitgebracht van onder andere Wu-Tang Clan, Big Punisher, Mobb Deep, Krayzie Bone, The Beatnuts, M.O.P., Tha Alkaholiks, Pete Rock, Lil' Flip, Three 6 Mafia, Project Pat, Xzibit, Twista, Dead Prez, The Dwellas en The X-Ecutioners. Ook produceerde zij het debuutalbum Killing Is My Business... And Business Is Good! van de band Megadeth.
Het label stopte in 2002 en werd oorspronkelijk gedistrubueerd door RCA Records, totdat de distributie in 1999 overging naar Columbia Records, wat nu onderdeel is van hetzelfde bedrijf als RCA Records, namelijk Sony Music Entertainment. Er gaan geruchten dat Rifkind het label nieuw leven wil inblazen en het weer als onderdeel van SRC Records wil distribueren. 

## Artiesten
- Three Six Mafia
- Wu-Tang Clan
- RZA
- Big Pun
- Tha Alkaholiks
- Tha Crow
- Krayzie Bone
- Dead Prez
- Mobb Deep
- Xzibit
- David Banner
- M.G.T.
- Method Man
- Ghostface Killah
- Raekwon
- GZA
- Inspectah Deck
- Ol' Dirty Bastard
- T-Beats
- Cella Dwellas
- Davina
- M.O.P.
- Asher Roth